# Otterbiotop Lunestedt

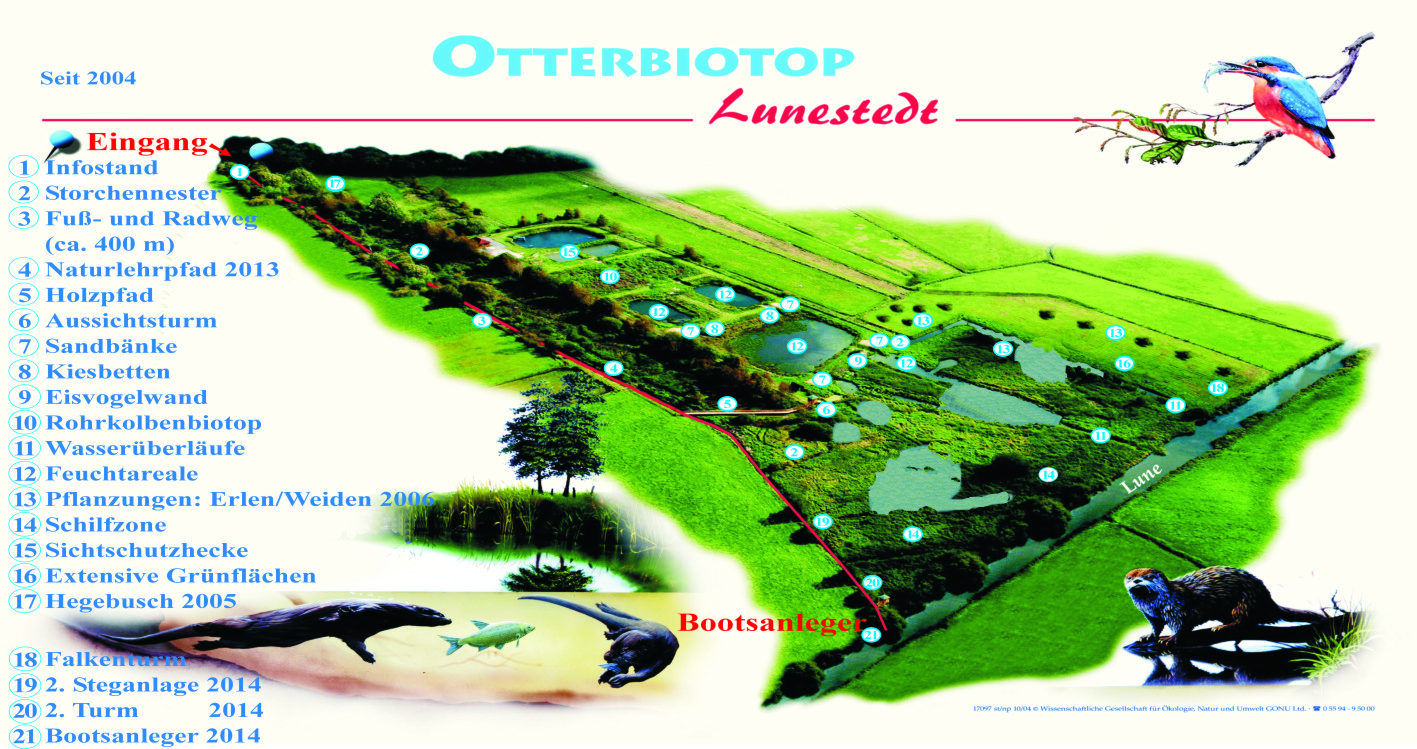
Otterbiotop Überblick

Das Otterbiotop Lunestedt ist aus einer Teichkläranlage an der Lune im Ortsteil Freschluneberg von Lunestedt im niedersächsischen Landkreis Cuxhaven entstanden.

## Geschichte
Das Gelände war ehemals eine Teichkläranlage für die Abwässer des Ortes Lunestedt. Als diese ab 2002 nach Beverstedt in die zentrale 
Kläranlage gepumpt wurden, war die Möglichkeit gegeben, dort einen Lebensraum für Tiere und insbesondere für Otter entstehen zu lassen. Die Mitglieder des Forums Natur - Lunekring unter Hermann Kück halfen bei der Nutzungsänderung mit. 

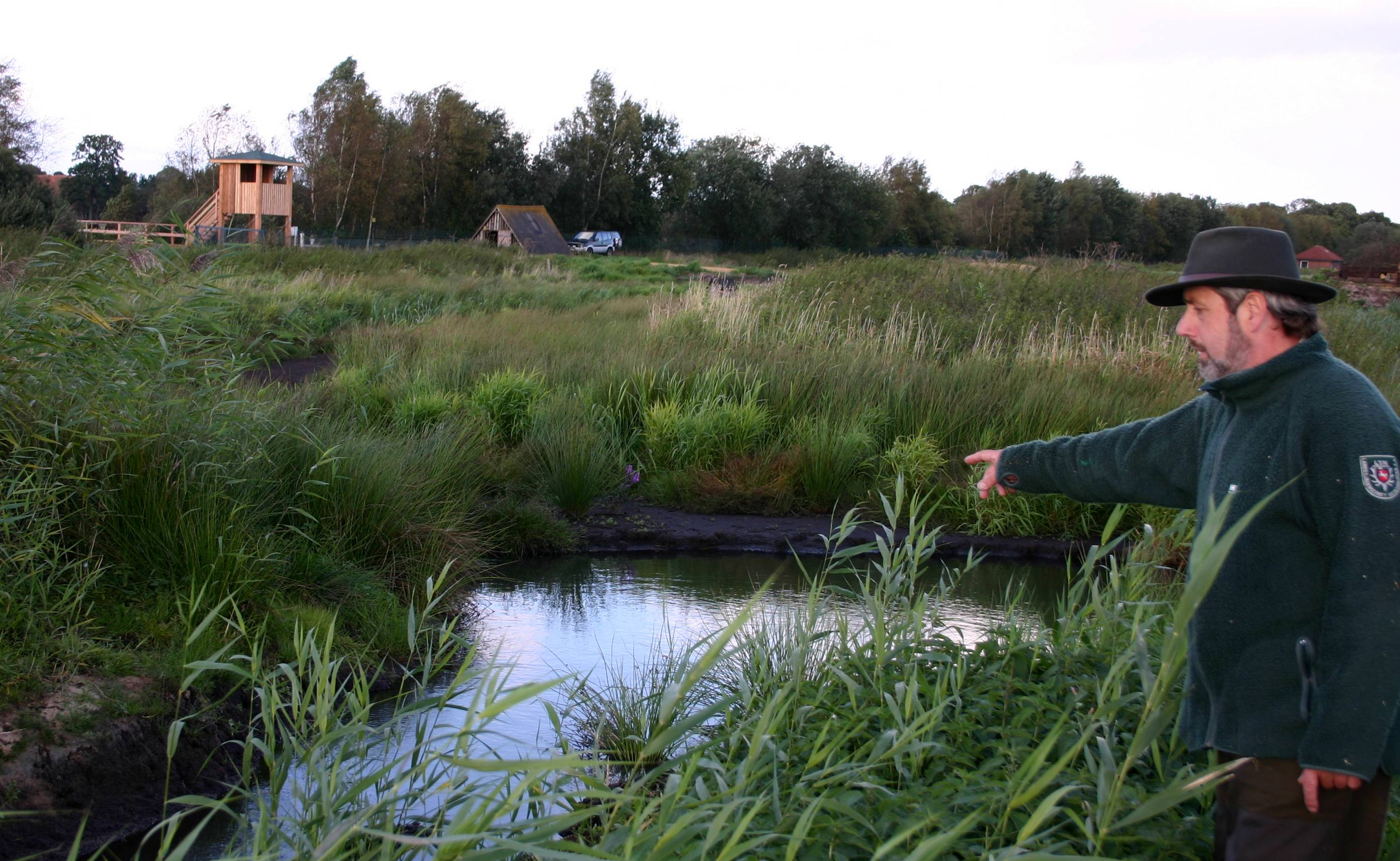
Hermann Kück im Otterbiotop

Finanziert wurde das Vorhaben mit Mitteln aus dem Otterschutzprogramm des Landes Niedersachsen und von Bingo!. 
Die vorhandene Fläche wurde durch Zukauf um 12.500 m² auf 70.000 m² erweitert. Nach der Eröffnung 2004 konnte eine Wiese neben dem Otterbiotop und eine Wiese auf der anderen Seite der Lune hinzugewonnen werden. 2014 wurde ein 100 Meter langer Steg vom Aussichtsturm zu einem neuen Aussichtsturm direkt an der Lune gebaut. Dort wurde auch eine Anlegestelle für Kanufahrer auf der Lune erstellt.

## Beschreibung

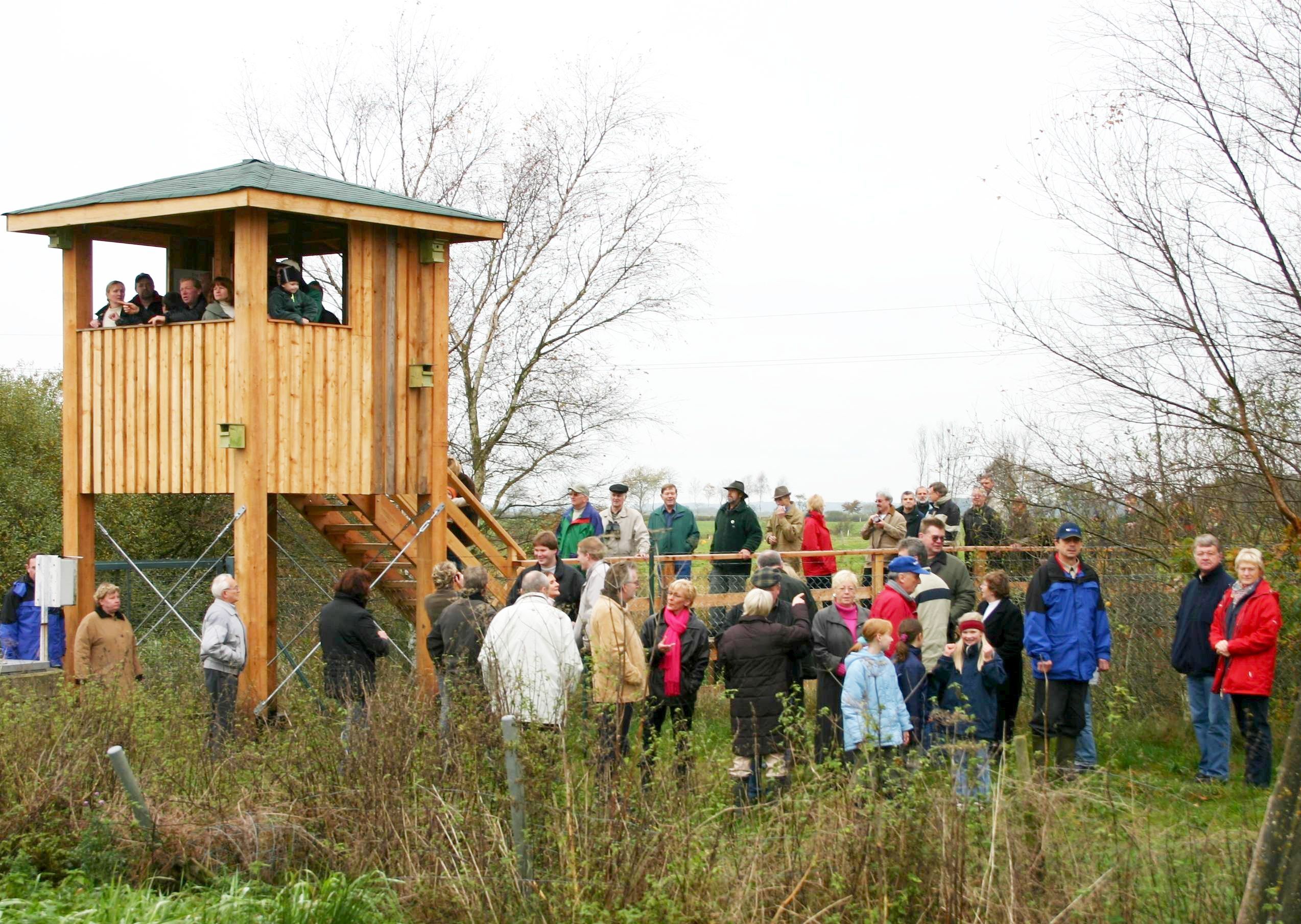
Aussichtsturm und Besucher im Otterbiotop

Einige neue Flachgewässer wurden angelegt, vier Sandbänke aufgeschüttet. In den Überläufen zwischen den einzelnen Gewässern sind Kieszonen geschaffen worden, in denen Bodenbrüter wie Austernfischer, Bruchwasserläufer und Steinschmätzer leben. An bis zu 15 Tagen im Jahr rechnet die Wasserbehörde mit der Möglichkeit, dass auch Wasser aus dem Hochwasser der Lune in die Teiche überlaufen kann.
In den Flachwasserzonen sollen Waldwasserläufer, Kiebitze, Teich- und Blesshühner heimisch werden. Auf den Sandbänken zeigen sich im Sommer Ringelnattern, Lurche, Falter, Rebhühner und Fasane. Für den Eisvogel ist ein Hügel aufgeschüttet worden, in dessen Steilwand Röhren zum Brüten eingelassen wurden. Erlen und Weiden wurden gepflanzt. 
Für Besucher wurde 2004 eine Aussichtsplattform und 2014 eine weitere errichtet. Außerdem wurde auf dem Gelände ein Naturlehrpfad mit Informationstafeln eingerichtet.

Naturlehrpfad
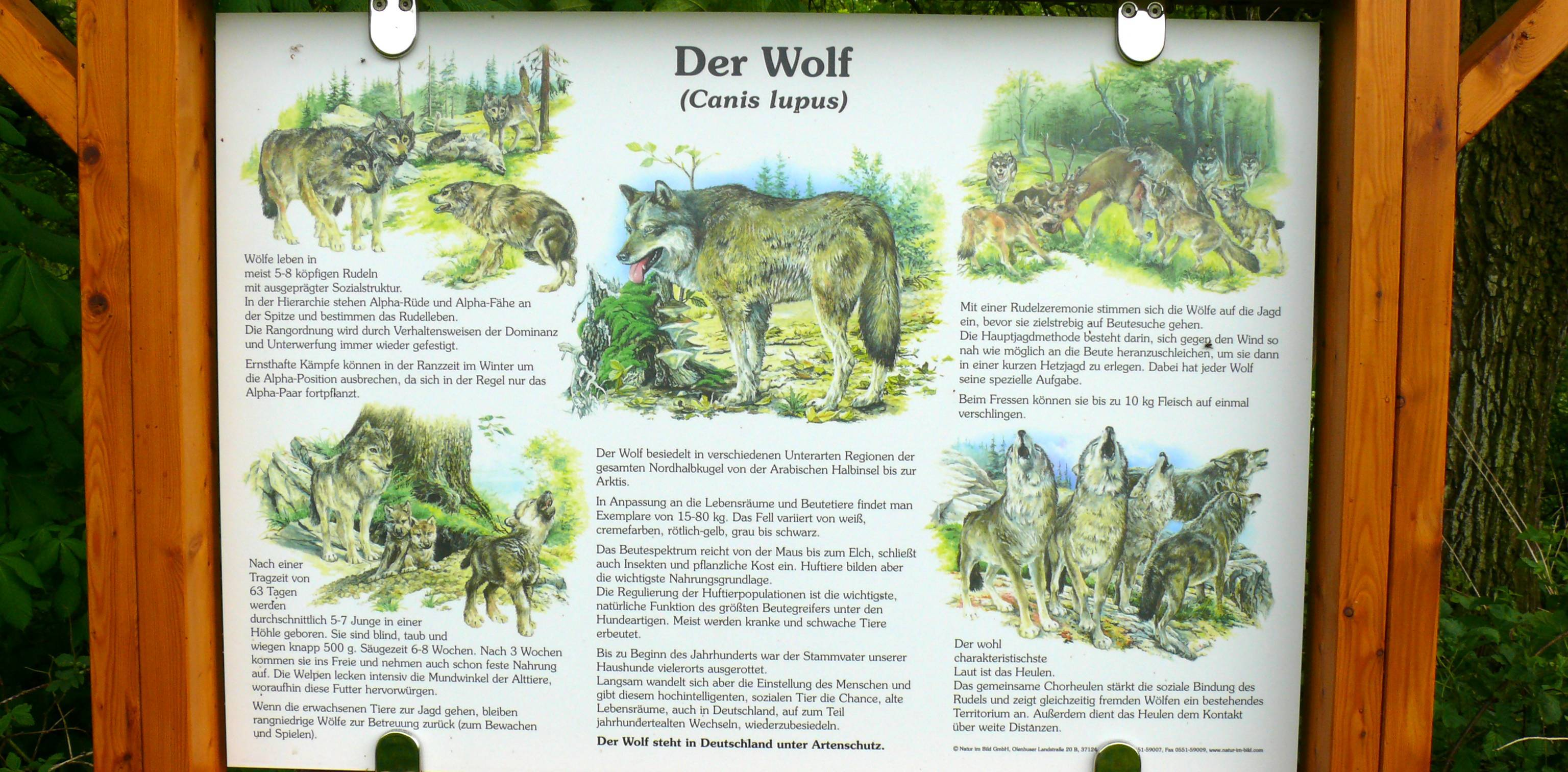
Der Wolf
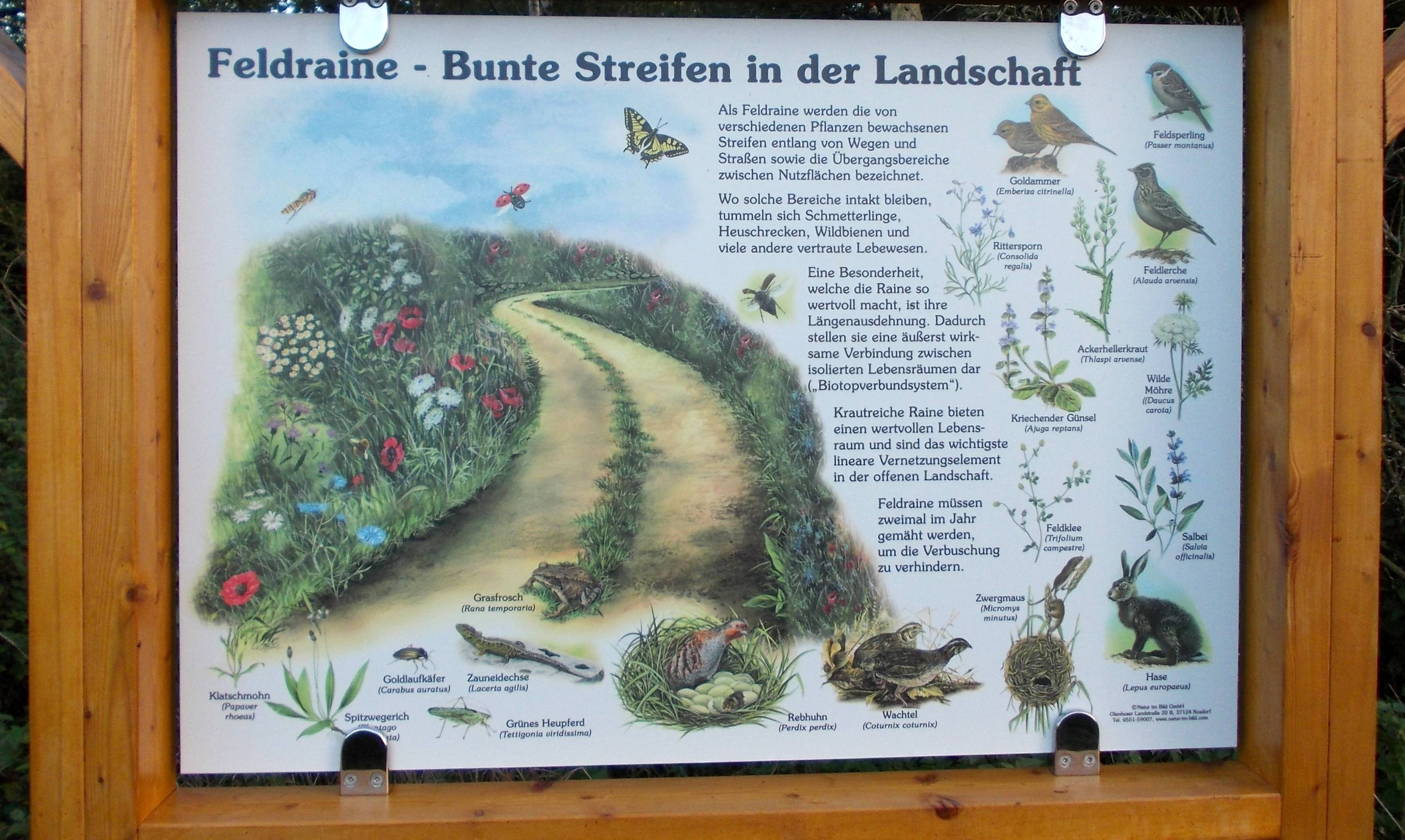
Feldraine - Bunte Streifen in der Landschaft
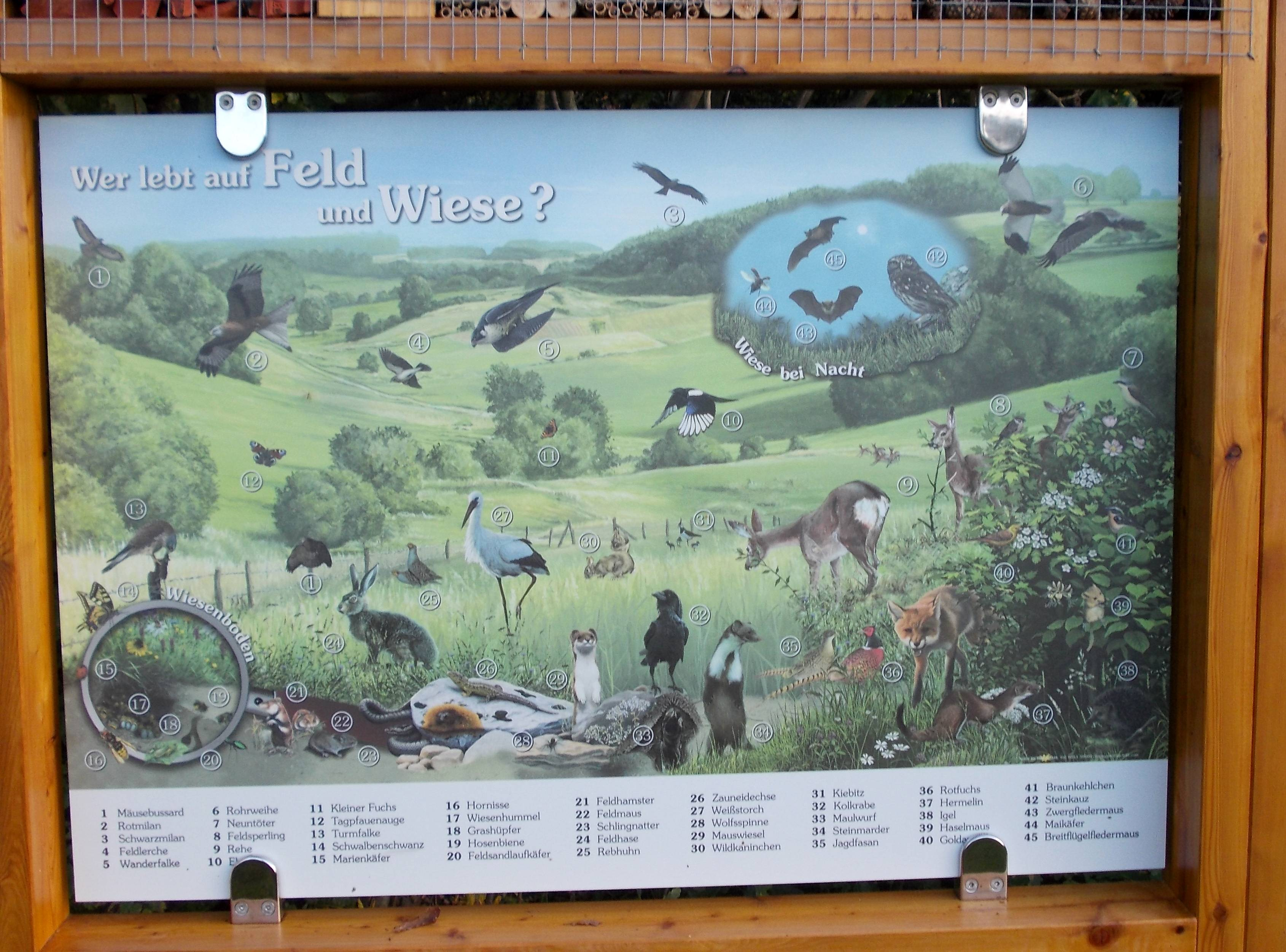
Was lebt auf Feld und Wiese?
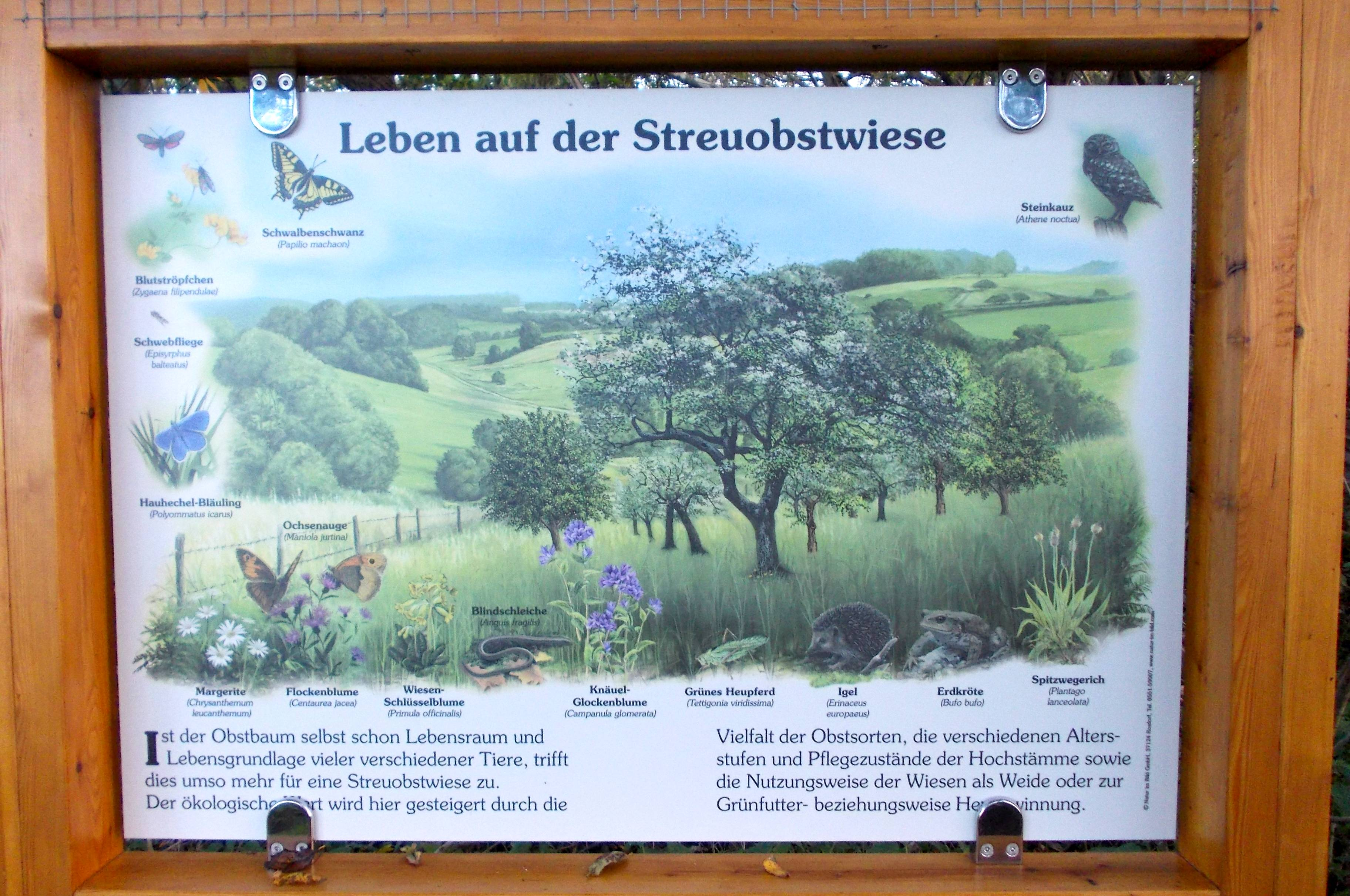
Leben auf der Streuobstwiese
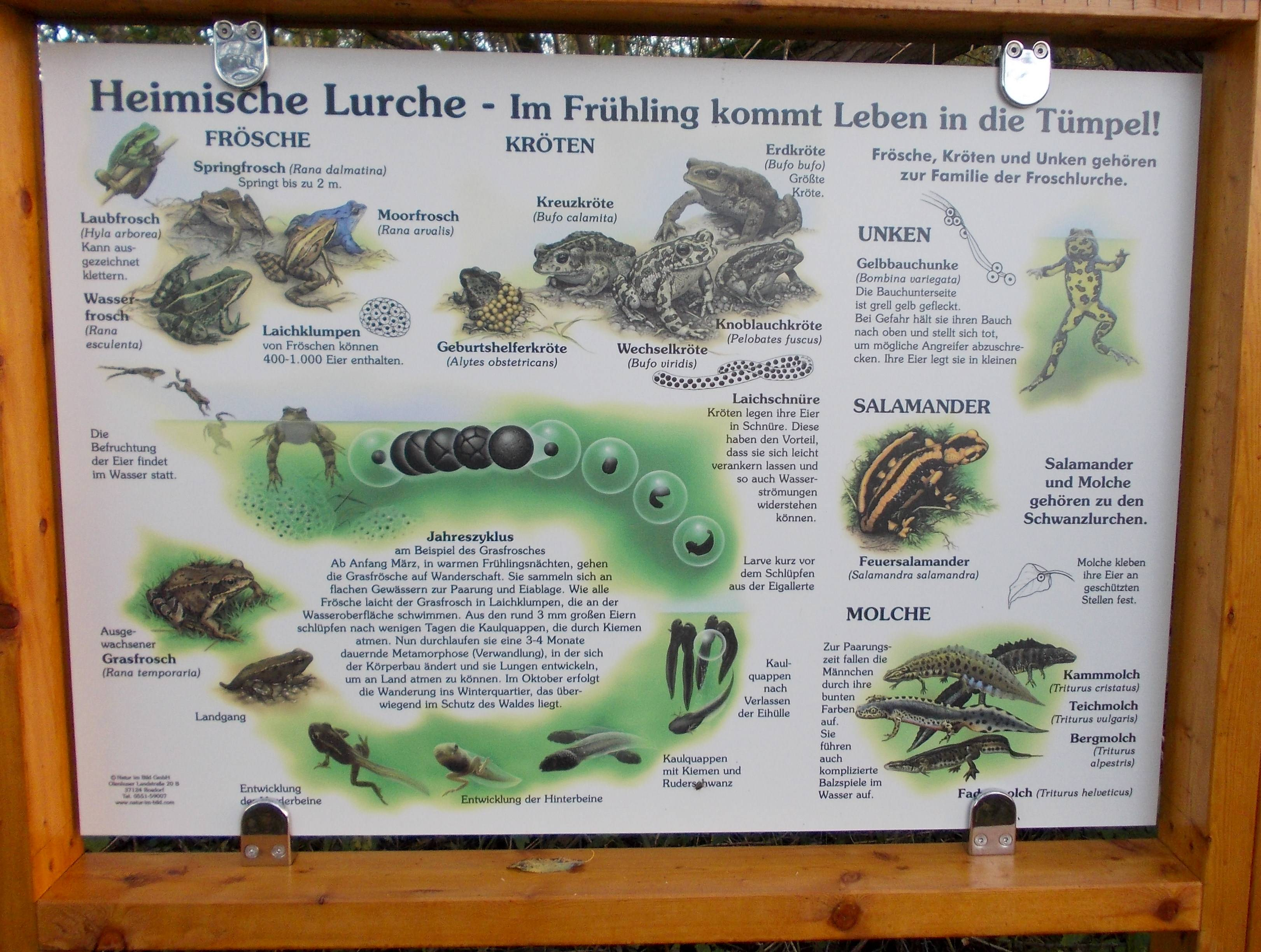
Heimische Lurche
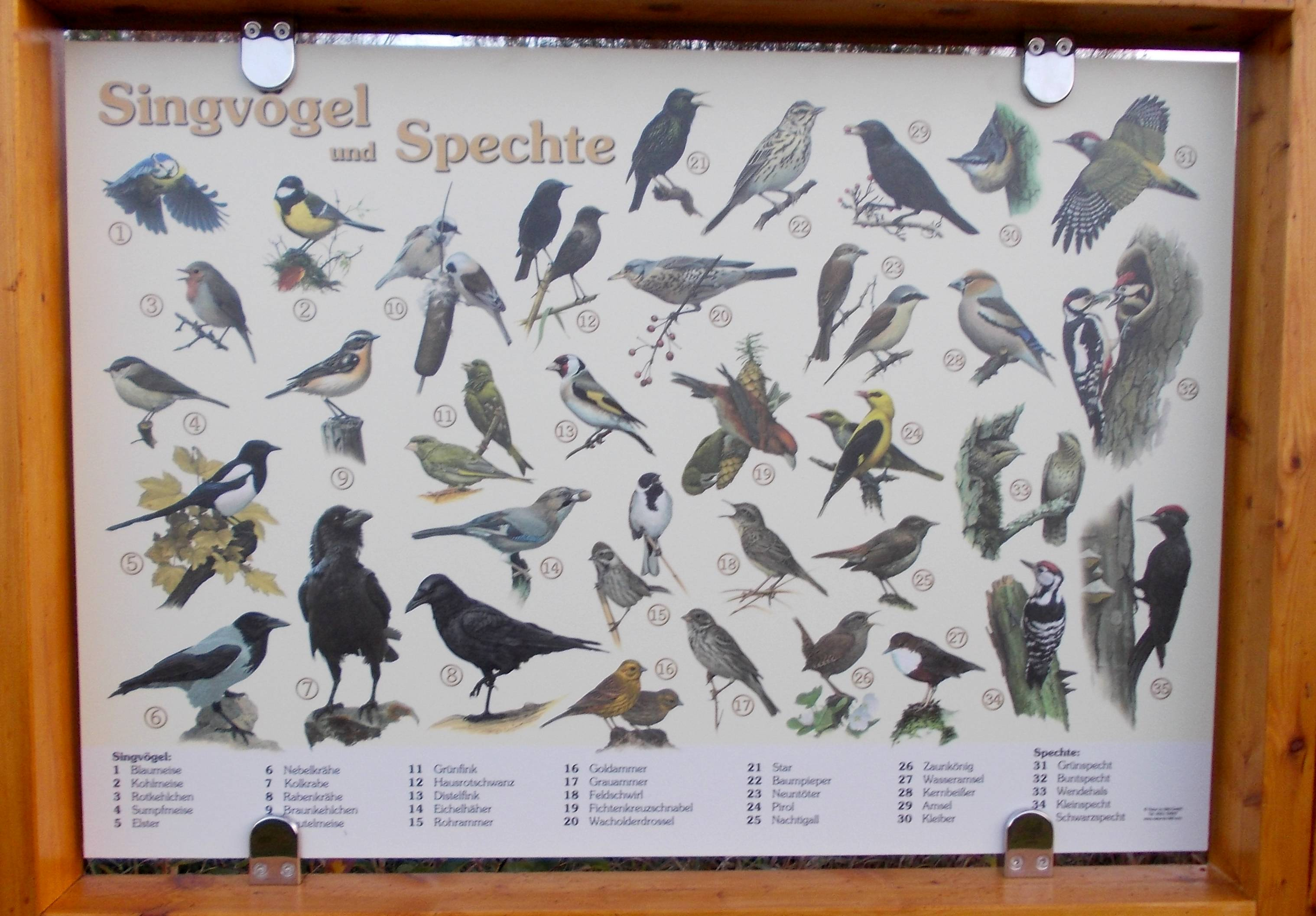
Singvögel und Spechte
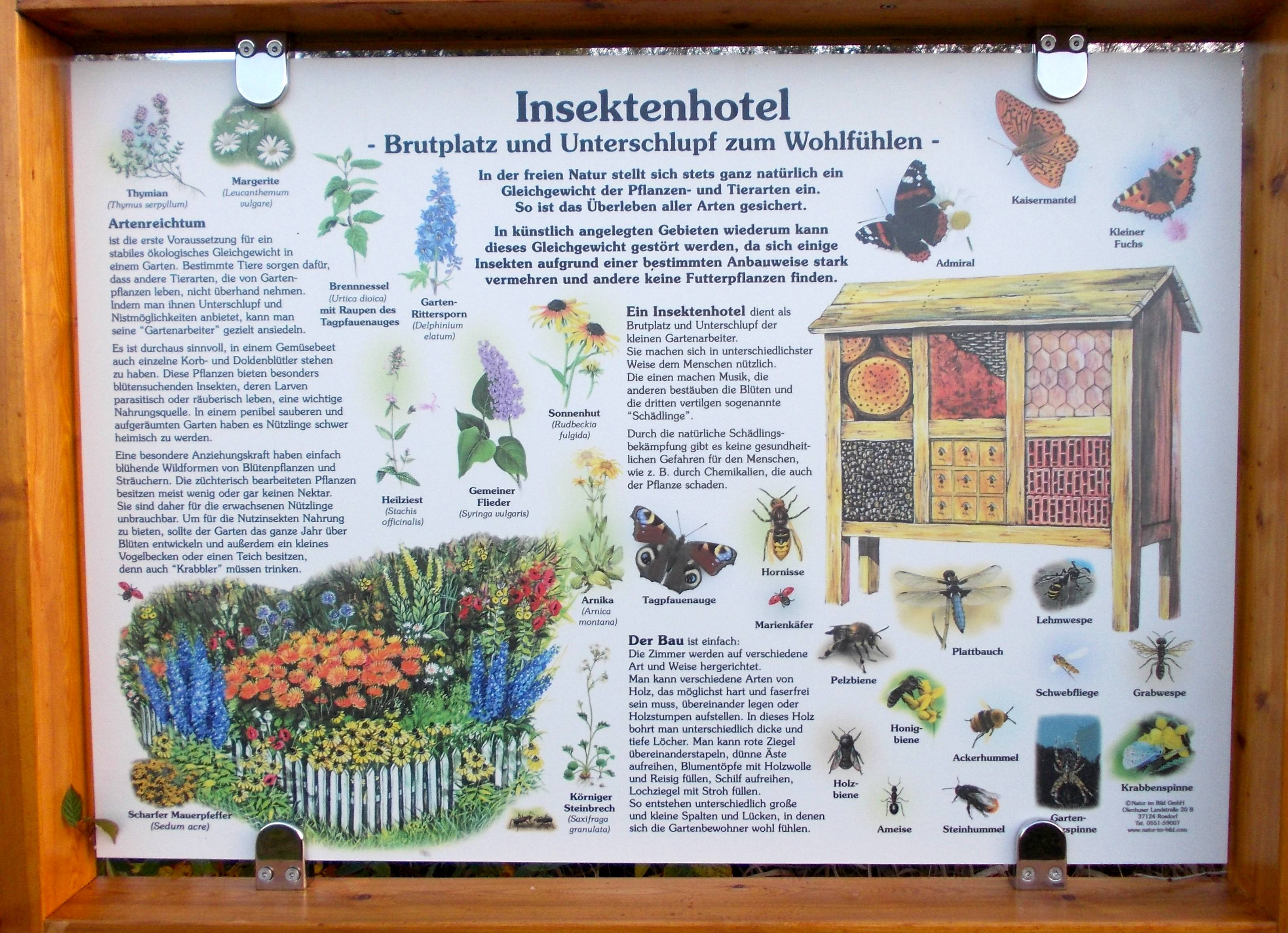
Insektenhotel
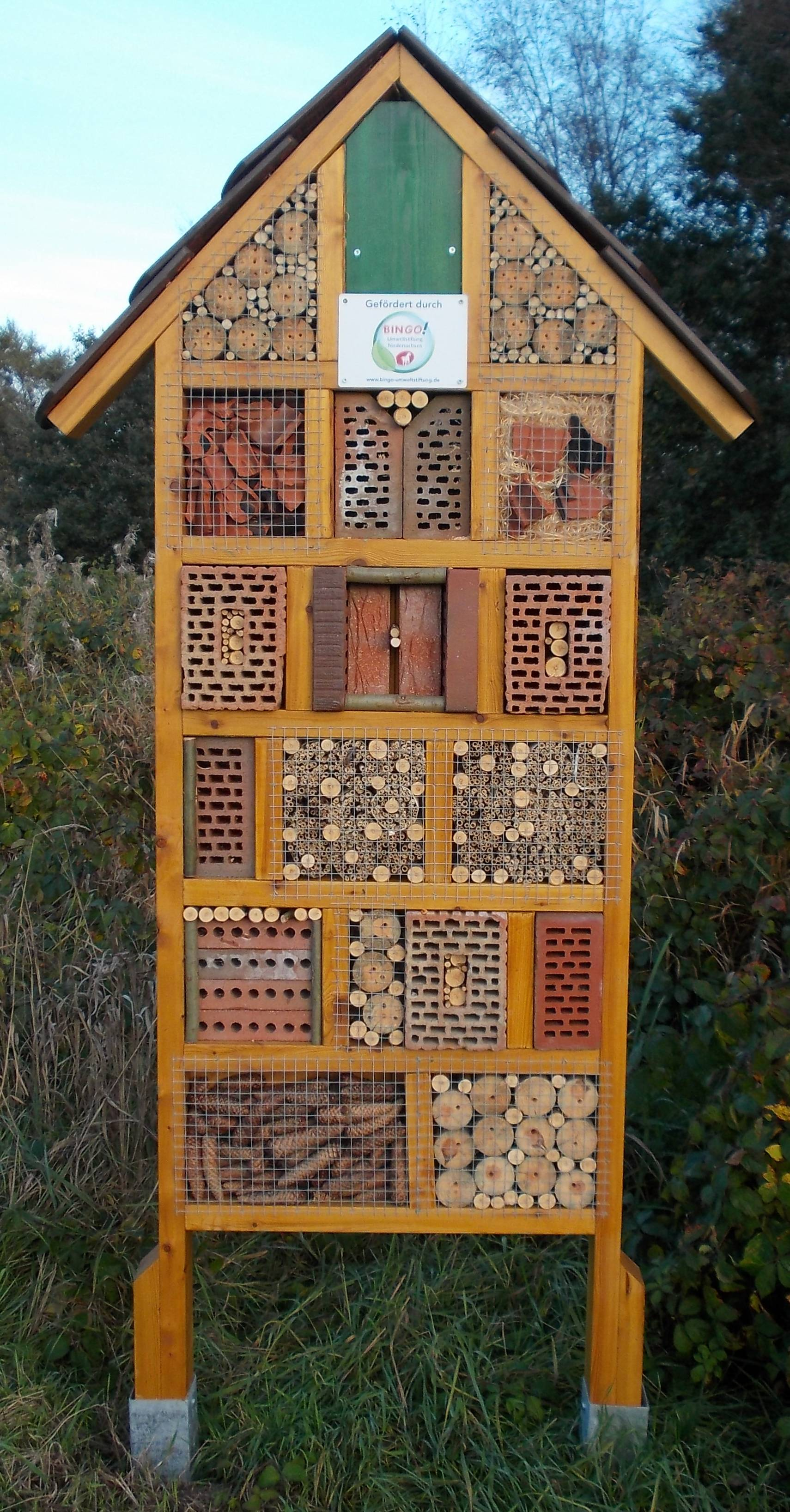
Insektenhotel im Otterbiotop

## Ehrungen
Im Jahr 2007 bekam das Otterbiotop Lunestedt einen Preis der Naturschutzstiftung des Kreises Cuxhaven zuerkannt. 2009 erhielt das Projekt den 3. Preis beim Wettbewerb „Natur vor meiner Haustür – Spuren an meinem Gewässer“ der Metropolregion Hamburg. 2013 ging an das Otterbiotop Lunestedt ein Bürgerpreis des Deutschen Naturschutzpreises. 2018 ging der dritte Niedersächsische Umweltpreis durch die Niedersächsische Bingo-Umweltstiftung für herausragende Biotopvernetzungs-Projekte an das Otterbiotop.

## Aktivitäten
Im Otterbiotop werden für Grundschulkinder Naturbegegnungen angeboten. Mitglieder des Forums Natur-Lunekring untersuchen mit den Kindern Tiere, die sich im Wasser aufhalten und bestimmen die Arten.